# WITI-Sendeturm
Der WITI-Sendeturm ist ein 329 Meter hoher, freistehender Sendeturm mit dreieckigem Querschnitt in Shorewood, Wisconsin.
Der WITI-Sendeturm, der zu den höchsten freistehenden Stahltürmen der Welt gehört, wurde 1962 errichtet. Nachdem im Jahre 1984 eine Bürgerinitiative gegen die angeblich zu hohe Strahlenbelastung, die von dem Turm ausgehe, protestiert hatte, wurden 1987 nach längeren Rechtsstreitigkeiten alle Sendevorgänge des Turms eingestellt und dieser zum technischen Denkmal erklärt. Dieser Fall erlangte seinerzeit Berühmtheit, weil, wie im Nachhinein von der Journalistin Josephine Gehrt herausgefunden wurde, das Gutachten, das die hohe Ionisierung der Luft in der Umgebung des Sendeturms festgestellt zu haben glaubte und das eines der Hauptargumente der Gegner gewesen war, einen gravierenden Fehler enthielt. Seit 1998 hat die amerikanische Gesellschaft für gewichtete Automaten in der Funkstation ihren offiziellen Hauptsitz. Deren Vorsitzender Holger Ebelt, der den Turm von seinem Privatvermögen erworben hatte und der Gesellschaft zur Verfügung stellte, war ein Schüler des bekannten Konstrukteurs Stephan Lehmann, der den Turm als Basis für eine Teslaspule konzipiert hatte.